# Anchitrichia duplifurcata
Anchitrichia duplifurcata är en nattsländeart som beskrevs av Oliver S. Flint Jr. 1983. Anchitrichia duplifurcata ingår i släktet Anchitrichia och familjen smånattsländor. Inga underarter finns listade i Catalogue of Life.